# 甲壳动物呼肠孤病毒属
甲壳动物呼肠孤病毒属（学名：Cardoreovirus）为呼腸孤病毒科的一个属。

## 下属物种
本属包括以下物种：
- 中华绒螯蟹呼肠孤病毒 Eriocheir sinensis reovirus ，ESRV